# Laurinsäureethylester
Laurinsäureethylester ist eine chemische Verbindung aus der Gruppe der Carbonsäureester.

## Vorkommen
Laurinsäureethylester kommt natürlich vor und ist auch in verschiedenen Nahrungsmittel wie Backwaren, Eiscreme, Bier, Wein und ähnlichem nachweisbar.

## Gewinnung und Darstellung
Laurinsäureethylester kann durch Reaktion von Laurinsäurechlorid mit Ethanol in Gegenwart von Magnesium in einer Etherlösung oder durch Umesterung von Kokosöl mit Ethanol in Gegenwart von Salzsäure gewonnen werden.

## Eigenschaften
Laurinsäureethylester ist eine sehr schwer entzündbare, farblose Flüssigkeit mit fruchtigem Geruch, die praktisch unlöslich in Wasser ist.

## Verwendung
Laurinsäureethylester wird in kosmetischen und parfümistischen Zubereitungen sowie zur Herstellung von Tensiden verwendet. Der höherkettige Ester hat gute fixierende Wirkung und wird vor allem in Tuberose-Kompositionen sowie in blumigen Phantasiedüften eingesetzt.